# Phreatoasellus joianus
Phreatoasellus joianus is een pissebed uit de familie Asellidae. De wetenschappelijke naam van de soort is voor het eerst geldig gepubliceerd in 1991 door Henry & Magniez.